# Selome Emnetu

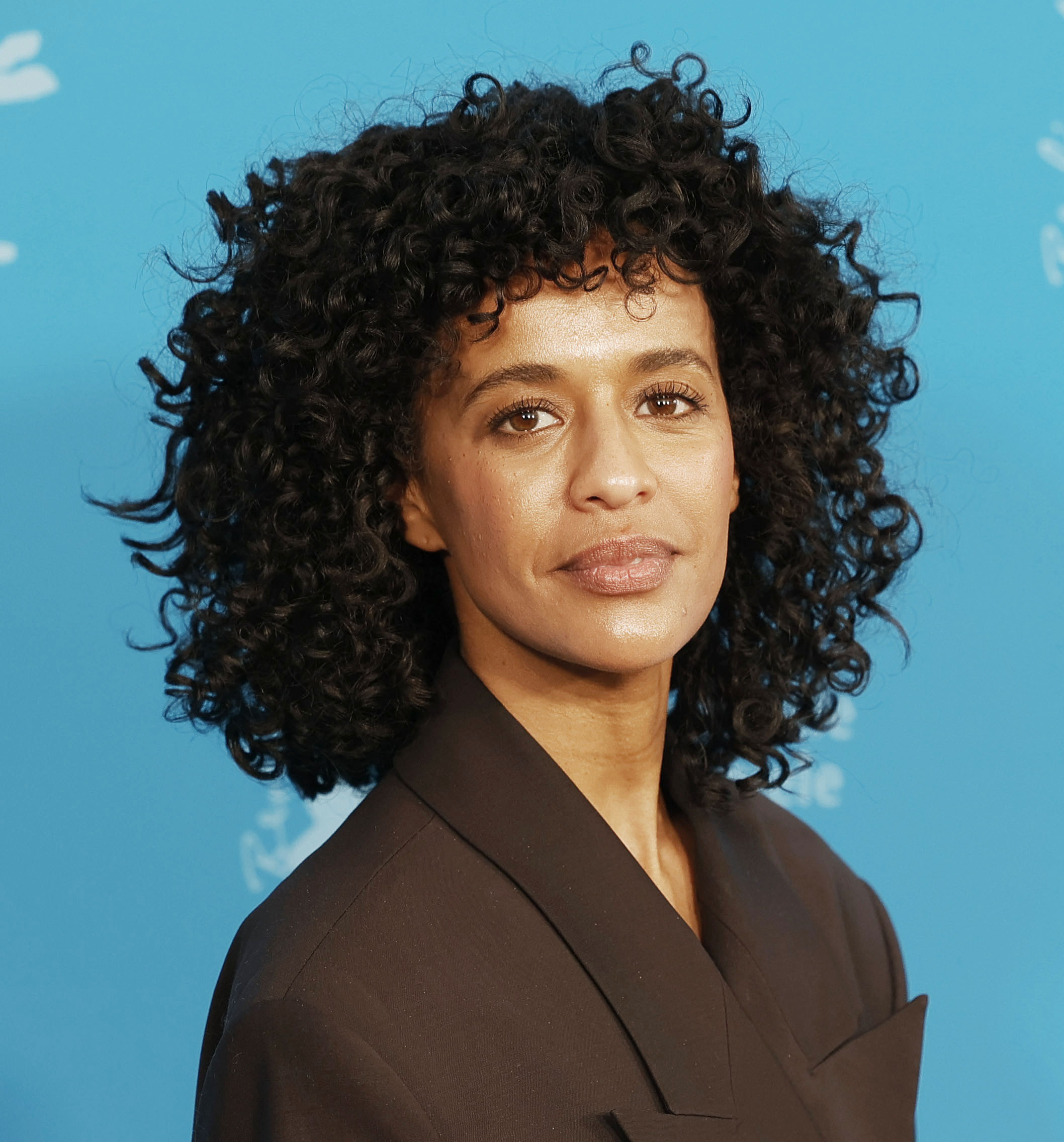
Selome Emnetu auf der Berlinale 2025

Selome Emnetu (* 1981) ist eine norwegische Schauspielerin.

## Leben
Emnetu stammt aus der westnorwegischen Stadt Stavanger und hat Vorfahren aus Eritrea. Sie studierte von 2011 bis 2014 an der Statens teaterhøgskole, dem Schauspielbereich der Kunsthochschule Oslo. Am Osloer Nationaltheatret erhielt sie eine Festanstellung und wirkte unter anderem in Bérénice und Amazonas mit. Erste größere Bekanntheit erlangte Emnetu durch ihre Rolle als Hilde Djupvik in der Fernsehserie Occupied – Die Besatzung.
Sie spielte in der erstmals im Dezember 2021 ausgestrahlten Adventskalender-Serie Luka und das magische Theater mit. Im Jahr 2022 war sie für ihre Arbeit im Theaterstück De må føde oss eller pule oss for å elske oss beim norwegischen Theaterpreis Heddaprisen in der Kategorie für die beste Schauspielerin in einer Hauptrolle nominiert.
Im Jahr 2024 gehörte Emnetu zum weiblichen Schauspielensemble des Spielfilms Oslo Stories: Träume von Dag Johan Haugerud, der auf der Berlinale 2025 den Hauptpreis gewann. 

## Auszeichnungen
- 2022, Nominierung in der Kategorie „Beste Schauspielerin/Hauptrolle“ beim Heddaprisen (für De må føde oss eller pule oss for å elske oss)[6]

## Filmografie (Auswahl)
- 2014–2016: The Third Eye (Fernsehserie, 5 Folgen)
- 2015–2020: Occupied – Die Besatzung (Fernsehserie, 24 Folgen)
- 2016: Mammon (Fernsehserie, 1 Folge)
- 2017: Ikke din skyld (Fernsehserie, 1 Folge)
- 2017–2018: Side om side (Fernsehserie, 4 Folgen)
- 2018: ZombieLars (Fernsehserie, 1 Folge)
- 2018: Når jeg faller
- 2018: Aber Bergen (Fernsehserie, 1 Folge)
- 2018–2019: Lik meg (Fernsehserie, 6 Folgen)
- 2019: Barn
- 2019: Seizure
- 2019: Besessen (Fernsehserie, 8 Folgen)
- 2019: Best før (Fernsehserie, 1 Folge)
- 2020: Allerud VGS (Fernsehserie, 4 Folgen)
- 2020: Novembersolo
- 2020: Stjernestøv (Fernsehserie, 12 Folgen)
- 2021: The Trip – Ein mörderisches Wochenende
- 2021: Luka und das magische Theater (Kristiania magiske tivolitheater, Fernsehserie, 24 Folgen)
- 2022–2024: Superhero Acdemy (Superheltskolen, Fernsehserie, 19 Folgen)
- 2023: The Fortress (Festning Norge, Fernsehserie, 7 Folgen)
- 2024: Oslo Stories: Träume (Drømmer)